# Punta del Este ePrix 2014

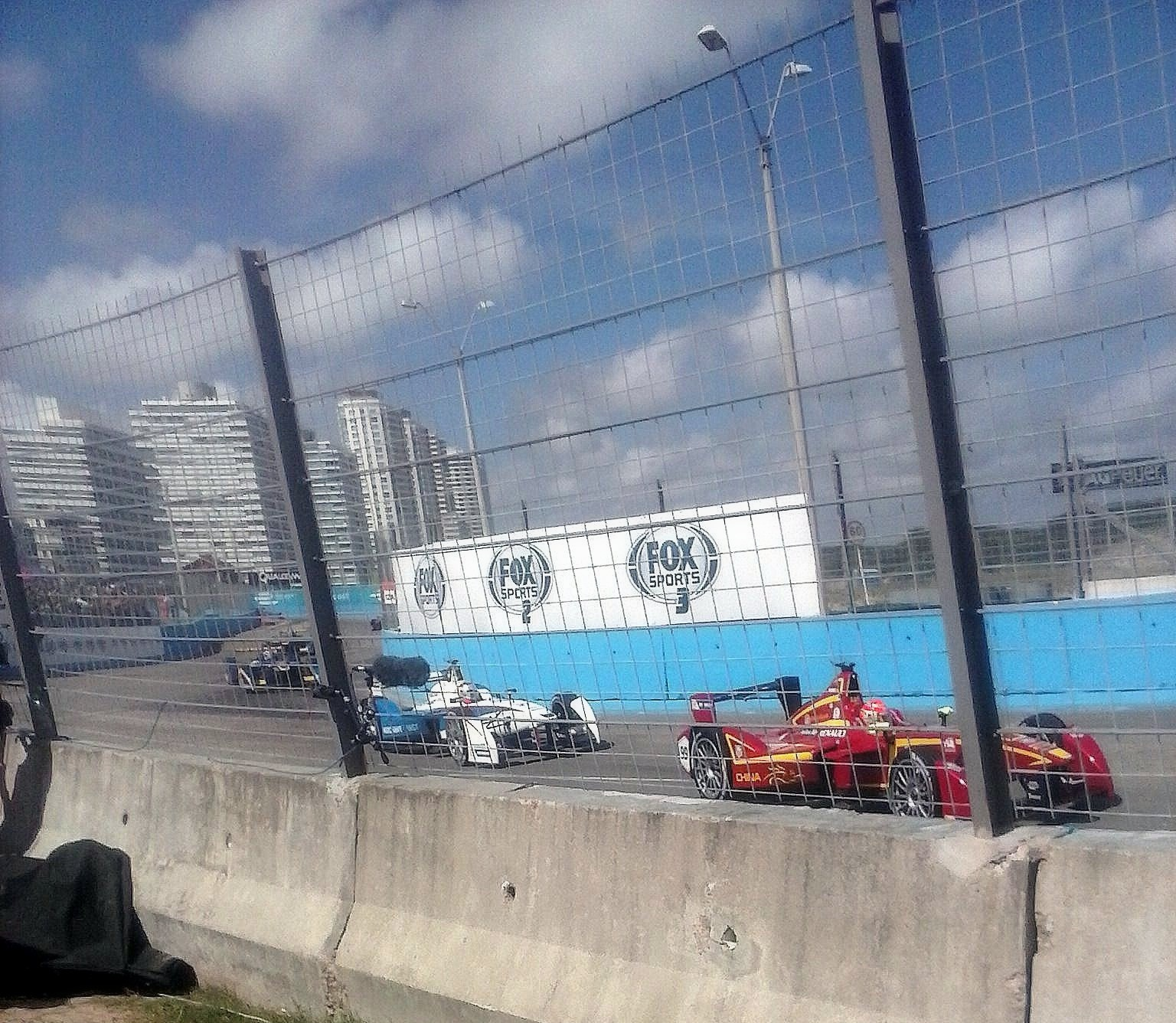
Punta del Este ePrix 2014

Der Punta del Este ePrix 2014 (offiziell: 2014 FIA Formula E Julius Baer Punta del Este ePrix) fand am 13. Dezember auf der Formel-E-Rennstrecke Punta del Este in Punta del Este, Uruguay statt und war das dritte Rennen der FIA-Formel-E-Meisterschaft 2014/15. Es handelte sich um den ersten Punta del Este ePrix und um das erste Rennen der FIA-Formel-E-Meisterschaft in Südamerika.

## Bericht

### Hintergrund
Nach dem Putrajaya ePrix führte Lucas di Grassi in der Fahrerwertung mit drei Punkten vor Sam Bird. Beide Fahrer gewannen zuvor jeweils einen ePrix. Franck Montagny, Nicolas Prost, Karun Chandhok und Jérôme D’Ambrosio lagen punktgleich auf den folgenden Plätzen, hatten aber bereits 25 Punkte Rückstand auf di Grassi. In der Teamwertung führte Abt mit einem Punkt Vorsprung auf Virgin und 12 Punkten Vorsprung auf e.dams.
Es gab drei Fahrerwechsel. Montagny wurde bei Andretti durch Jean-Éric Vergne ersetzt. Vergnes Vertrag galt nur für diesen ePrix. Ursprünglich sollte Vergne das Cockpit von Matthew Brabham übernehmen und zusammen mit Montagny an den Start gehen. Allerdings sagte Montagny die Teilnahme aus gesundheitlichen Gründen kurzfristig ab, sodass Brabham seinen Platz behielt und Vergne das Andretti-Cockpit von Montagny übernahm. Etwa drei Wochen nach dem ePrix wurde bekannt, dass Montagny beim Putrajaya ePrix bei der Dopingkontrolle positiv auf Kokain getestet worden war und er deshalb seine Teilnahme zu dieser Veranstaltung abgesagt hatte. Montagny wurde gesperrt.
Beim China Racing vertrat Antonio García einmalig Ho-Pin Tung. Tung war wegen seiner Teilnahme am 12-Stunden-Rennen von Abu Dhabi verhindert. García hatte zuletzt 2001 in der internationalen Formel-3000-Meisterschaft an einem Rennen im Formelsport teilgenommen. Dritter Debütant war Salvador Durán, der Katherine Legge bei Amlin Aguri vertrat. Legge war aufgrund von Testfahrten der United SportsCar Championship verhindert. Die Bekanntgabe dieses Fahrerwechsels erfolgte erst vier Tage vor dem Rennen.
Durán, Nick Heidfeld und Vergne erhielten einen sogenannten FanBoost, sie durften im Rennen die Leistung jedes ihrer beiden Wagen für maximal fünf Sekunden von 150 kW (204 PS) auf 180 kW (245 PS) erhöhen. Für Heidfeld war es bereist der zweite FanBoost in Folge. Amlin Aguri erhielt damit zum dritten Mal im dritten Rennen einen FanBoost für sein Fahrzeug mit der Startnummer 77.

### Training
Das erste freie Training startete um 8:15 Uhr und hatte eine Laufzeit von 45 Minuten. Prost war mit einer Rundenzeit von 1:16,696 Minuten der schnellste Pilot, vor Daniel Abt und D’Ambrosio. Das Training musste aufgrund eines Unfalls von Michela Cerruti unterbrochen werden.
Das zweite freie Training startete um 10:30 Uhr und hatte eine Laufzeit von 30 Minuten. Jaime Alguersuari gelang mit 1:15,930 Minuten die schnellste Runde, gefolgt von di Grassi und Stéphane Sarrazin. Dieses Training musste zweimal unterbrochen werden, da Fahrzeugteile auf der Strecke lagen.

### Qualifying
Das Qualifying begann um 12:00 Uhr und fand in vier Gruppen zu je fünf Fahrern statt. Jede Gruppe hatte 10 Minuten Zeit, eine schnelle Runde zu setzen. Vergne erzielte in 1:15.408 Minuten die Bestzeit, gefolgt von Nelson Piquet jr. und Prost. Die Top 10 komplettierten Sébastien Buemi, Alguersuari, di Grassi, Jarno Trulli, Bruno Senna, Heidfeld und Abt. Für Vergne und Andretti war dies die erste Pole-Position in der Formel E.
Bird, Brabham und D’Ambrosio setzten keine Zeit. Alle drei beschädigten ihre Fahrzeuge bei einem Kontakt mit der Streckenbegrenzung.
Senna wurde nach dem Qualifying disqualifiziert, da seine Mechaniker noch kurz vor dem Start des Qualifyings am Fahrzeug gearbeitet hatten. Er musste vom letzten Platz aus starten.

### Rennen
Das Rennen ging über 31 Runden. Vor dem Rennen gab es erneut keine Einführungsrunde, stattdessen wurde die Startaufstellung zwei Reihen nach hinten verlegt, unmittelbar vor dem Rennstart fuhren die Fahrer dann auf ihre eigentlichen Startpositionen.
Die Pole-Position befand sich auf der Fahrbahnaußenseite, die Fahrer auf der Innenseite der Strecke starteten jedoch deutlich besser. So überholte Piquet Vergne und übernahm sofort die Führung. Buemi ging an Prost vorbei und lag auf Platz drei. Di Grassi ging an Alguersuari vorbei und griff in der ersten Schikane Prost an, kam aber nicht vorbei und fiel hinter Alguersuari und Heidfeld zurück, der zuvor bereits Trulli überholt hatte. Auch Chandhok überholte Abt kurz nach dem Start, beide Fahrzeuge berührten sich in der ersten Schikane leicht. Bereits in der zweiten Runde sorgte ein Fehler im Batteriemanagement dafür, dass sich das Auto von Abt abschaltete. Der notwendige Neustart der Elektronik dauerte so lange, dass er bis an das Ende des Feldes zurückfiel.
Am Beginn von Runde drei nutzte Heidfeld auf der Start-Ziel-Geraden seinen FanBoost, um Alguersuari zu überholen, und lag nun auf Rang fünf. Di Grassi versuchte, die Situation auszunutzen und ebenfalls an Alguersuari vorbeizugehen, dieser wehrte den Angriff jedoch ab.
In der vierten Runde verbremste sich Bird bei der Anfahrt der ersten Schikane, sein Fahrzeug wurde von den Curbs ausgehoben und prallte gegen die Streckenbegrenzung. Bird musste das Rennen aufgeben. Die Rennleitung entschied, zur Bergung des Wagens das Safety Car auf die Strecke zu schicken.
Das Rennen wurde am Ende von Runde sechs wieder freigegeben. Vergne lag unmittelbar hinter Piquet und setzte ihn unter Druck, kam jedoch nicht vorbei. António Félix da Costa fuhr in der ersten Schikane geradeaus und stellte sein Fahrzeug kurz danach ab. Eine Runde später griff di Grassi bei der Anfahrt der ersten Schikane Alguersuari auf der Außenseite an, verpasste den Einlenkpunkt und ließ Alguersuari wieder vorbei.
Nachdem es nicht gelungen war, das Fahrzeug von da Costa zu bergen, wurde in Runde zehn erneut das Safety Car für eine Runde auf die Strecke geschickt. Abt, der mit einer Runde Rückstand am Ende des Feldes lag, gab zu diesem Zeitpunkt auf, aus eigener Kraft unter die Top 10 zu fahren, und konzentrierte sich auf das Erreichen der schnellsten Rennrunde. Piquet führte immer noch vor Vergne, Buemi, Prost, Heidfeld, Alguersuari, di Grassi, Trulli, Chandhok und Serviá.
Chandhok fiel mit technischen Problemen auf Platz 17 zurück und wechselte kurz darauf das Fahrzeug. In Runde zwölf gingen Sarrazin und Brabham an Serviá vorbei. Brabham versuchte, sofort auch Sarrazin zu überholen, der den Angriff jedoch abwehren konnte. Serviá nutzte dies aus, um seinerseits wieder an Brabham vorbeizugehen. Eine Runde später ging D’Ambrosio an García vorbei.
In Runde 13 ging Vergne an Piquet vorbei und lag nun in Führung. Beide hatten jedoch zu diesem Zeitpunkt bereits deutlich mehr Energie verbraucht als der drittplatzierte Buemi. Abt blieb zu diesem Zeitpunkt erneut mit einem Fehler des Batteriemanagements auf der Strecke stehen und verlor zwei weitere Runden.
Vergne setzte sich an der Spitze sofort um mehrere Sekunden ab. Piquet versuchte, Energie zu sparen und hielt Buemi auf, so dass die dahinter liegenden Piloten bis zum neuntplatzierten Sarrazin aufschließen konnten.
Am Beginn der 15. Runde griff Buemi Piquet auf der Start-Ziel-Geraden an, verbremste sich jedoch, so dass beide Fahrer in der Schikane geradeaus fahren mussten. Die Positionen blieben dabei unverändert. Im weiteren Verlauf der Runde konnten Buemi und Prost dann an Piquet vorbeigehen. Vergne und Serviá gingen am Ende der 15. Runde als erste Fahrer der Top 10 zum Fahrzeugwechsel an die Box.
Sarrazin ging an Trulli vorbei und lag nun auf Rang acht. Kurz darauf konnte auch Brabham Trulli überholen. Sarrazin fuhr kurz darauf in einer Schikane über die Curbs, so dass seine rechte Vorderradaufhängung brach, er sich drehte und in die Streckenbegrenzung einschlug. Die unmittelbar hinter ihm liegenden Fahrer Brabham, Trulli und Senna vermieden eine Kollision nur knapp, Senna schlug beim Ausweichen selbst in die Streckenbegrenzung ein. Dabei beschädigte er die Radaufhängung seines Wagens, fuhr jedoch bis an die Box und nahm dort den Fahrzeugwechsel vor.
Da die Rennleitung aufgrund des Unfalls erneut das Safety Car auf die Strecke schickte, gingen alle übrigen Fahrer am Ende der Runde zum Fahrzeugwechsel an die Box. Nach dem Fahrzeugwechsel lag Heidfeld nach einem sehr schnellen Boxenstopp in Führung, gefolgt von Buemi, Vergne, Piquet, Prost, di Grassi, D’Ambrosio, Trulli, Brabham und Alguersuari.
Das Rennen wurde am Ende der 18. Runde wieder freigegeben. Heidfeld erhielt eine Durchfahrtstrafe, da er mit seinem ersten Fahrzeug zu viel Energie verbraucht hatte, die er eine Runde später antrat. Er fiel auf Platz 14 zurück. Trulli setzte D’Ambrosio unter Druck und griff ihn an, kam jedoch zunächst noch nicht vorbei. Eine Runde später gelang ihm dies dann. Prost erhielt ebenfalls eine Durchfahrtstrafe für zu hohen Energieverbrauch. Auch Cerruti erhielt eine Durchfahrtstrafe, da sie die Geschwindigkeitsbegrenzung in der Boxengasse nicht eingehalten hatte.
Heidfeld überholte in Runde 23 García, Prost trat seine Durchfahrtstrafe an und fiel auf Platz zehn zurück. Di Grassi fuhr die bis dato schnellste Runde des Rennens und schloss auf Piquet auf. Die Rennleitung sprach zwei weitere Durchfahrtstrafen gegen D’Ambrosio und Heidfeld aus, da sie die Mindestzeit von 64 Sekunden beim Fahrzeugwechsel unterschritten hatten. D’Ambrosio fiel auf Rang zehn, Heidfeld auf Rang 14 zurück.
Brabham setzte währenddessen Trulli unter Druck, der die nachfolgenden Fahrer aufhielt. In Runde 28 verbremste sich Brabham, sein Fahrzeug wurde von den Curbs ausgehoben und schlug in die Mauer ein. Er schied aus, und erneut kam das Safety Car zur Bergung des Wagens auf die Strecke. Das Rennen wurde am Ende der 29. Runde für die letzten beiden Runden wieder freigegeben.
Vergne nutzte beim Restart seinen FanBoost, er kam aber nicht nah genug an Buemi heran, um ihn anzugreifen. Nach dem Rennen klagte Vergne darüber, dass aufgrund eines technischen Defektes der FanBoost keine zusätzliche Leistung zur Verfügung stellte, sondern die Motorleistung noch verringert habe. Buemi verbremste sich vor der ersten Schikane, so dass Vergne nun unmittelbar hinter ihm lag. Bei der Anfahrt zur zweiten Schikane verbremste er sich erneut und kürzte diese ab. Vergne beschwerte sich über Funk bei seinem Team, dass Buemi sich so einen Vorteil verschafft hatte, eine Strafe wurde jedoch nicht ausgesprochen. Noch in der gleichen Runde musste Vergne sein Fahrzeug mit einer gebrochenen Radaufhängung abstellen.
Buemi gewann das Rennen vor Piquet und di Grassi. Es war der erste Sieg für Buemi und das e.dams-Team. Piquet und das China Racing Team erreichten zum ersten Mal einen Podestplatz. Die Top 10 komplettierten Trulli, der die ersten Punkte für sein eigenes Team holte, Alguersuari, Senna, Prost, D’Ambrosio, Serviá und Heidfeld, der in der letzten Runde den FanBoost nutze, um noch an García vorbeizugehen. Abt erreichte die schnellste Rennrunde.
Di Grassi baute mit der dritten Podest-Platzierung im dritten Rennen die Führung in der Fahrerwertung weiter aus und lag nun 18 Punkte vor den punktgleichen Bird und Buemi. In der Teamwertung übernahm e.dams mit zwei Punkten Vorsprung die erste Position von Abt, Virgin fiel auf Platz drei zurück.

## Meldeliste
Alle Teams und Fahrer verwenden das Fahrzeug Spark-Renault SRT_01E und Reifen von Michelin.
| Team                              | Nr. | Fahrer                 |
| --------------------------------- | --- | ---------------------- |
| Virgin Racing Formula E Team      | 2   | Sam Bird               |
| Virgin Racing Formula E Team      | 3   | Jaime Alguersuari      |
| Mahindra Racing Formula E Team    | 5   | Karun Chandhok         |
| Mahindra Racing Formula E Team    | 21  | Bruno Senna            |
| Dragon Racing Formula E Team      | 6   | Oriol Servià           |
| Dragon Racing Formula E Team      | 7   | Jérôme D’Ambrosio      |
| Team e.dams Renault               | 8   | Nicolas Prost          |
| Team e.dams Renault               | 9   | Sébastien Buemi        |
| Trulli Formula E Team             | 10  | Jarno Trulli           |
| Trulli Formula E Team             | 18  | Michela Cerruti        |
| Audi Sport ABT Formula E Team     | 11  | Lucas di Grassi        |
| Audi Sport ABT Formula E Team     | 66  | Daniel Abt             |
| Venturi Formula E Team            | 23  | Nick Heidfeld          |
| Venturi Formula E Team            | 30  | Stéphane Sarrazin      |
| Andretti Autosport Formula E Team | 27  | Jean-Éric Vergne       |
| Andretti Autosport Formula E Team | 28  | Matthew Brabham        |
| Amlin Aguri                       | 55  | António Félix da Costa |
| Amlin Aguri                       | 77  | Salvador Durán         |
| China Racing Formula E Team       | 88  | Antonio García         |
| China Racing Formula E Team       | 99  | Nelson Piquet jr.      |

Quelle: 

## Klassifikationen

### Qualifying
| 01                                                                     | Jean-Éric Vergne       | Andretti Autosport Formula E Team | 1:15,408   | 01 |
| 02                                                                     | Nelson Piquet jr.      | China Racing Formula E Team       | 1:15,530   | 02 |
| 03                                                                     | Nicolas Prost          | Team e.dams Renault               | 1:15,722   | 03 |
| 04                                                                     | Sébastien Buemi        | Team e.dams Renault               | 1:15,842   | 04 |
| 05                                                                     | Jaime Alguersuari      | Virgin Racing Formula E Team      | 1:16,053   | 05 |
| 06                                                                     | Lucas di Grassi        | Audi Sport ABT Formula E Team     | 1:16,108   | 06 |
| 07                                                                     | Jarno Trulli           | Trulli Formula E Team             | 1:16,144   | 07 |
| 08                                                                     | Nick Heidfeld          | Venturi Formula E Team            | 1:16,225   | 08 |
| 09                                                                     | Daniel Abt             | Audi Sport ABT Formula E Team     | 1:16,374   | 09 |
| 10                                                                     | Karun Chandhok         | Mahindra Racing Formula E Team    | 1:16,416   | 10 |
| 11                                                                     | Oriol Servià           | Dragon Racing Formula E Team      | 1:16,811   | 11 |
| 12                                                                     | António Félix da Costa | Amlin Aguri                       | 1:16,865   | 12 |
| 13                                                                     | Stéphane Sarrazin      | Venturi Formula E Team            | 1:17,025   | 13 |
| 14                                                                     | Antonio García         | China Racing Formula E Team       | 1:17,653   | 14 |
| 15                                                                     | Salvador Durán         | Amlin Aguri                       | 1:17,810   | 15 |
| 16                                                                     | Michela Cerruti        | Trulli Formula E Team             | 1:20,206   | 16 |
| 110-Prozent-Zeit: 1:22,948 min (bezogen auf Bestzeit von 1:15,408 min) |                        |                                   |            |    |
| DNQ                                                                    | Sam Bird               | Virgin Racing Formula E Team      | keine Zeit | 18 |
| DNQ                                                                    | Jérôme D’Ambrosio      | Dragon Racing Formula E Team      | keine Zeit | 17 |
| EX                                                                     | Bruno Senna            | Mahindra Racing Formula E Team    | 1:16,211   | 20 |
| DNQ                                                                    | Matthew Brabham        | Andretti Autosport Formula E Team | keine Zeit | 19 |

Quellen: 
Anmerkungen
1. ↑  Die Qualifying-Zeit von Bruno Senna wurde annulliert, da Mechaniker weniger als fünf Minuten vor Beginn des Qualifyings noch am Fahrzeug gearbeitet hatten.

### Rennen
| Pos. | Fahrer                 | Team                              | Runden | Zeit       | Start | Schnellste Runde |
| ---- | ---------------------- | --------------------------------- | ------ | ---------- | ----- | ---------------- |
| 01   | Sébastien Buemi        | Team e.dams Renault               | 31     | 49:08,990  | 04    | 1:19,055         |
| 02   | Nelson Piquet jr.      | China Racing Formula E Team       | 31     | + 0,732    | 02    | 1:18,958         |
| 03   | Lucas di Grassi        | Audi Sport ABT Formula E Team     | 31     | + 2,635    | 06    | 1:18,881         |
| 04   | Jarno Trulli           | Trulli Formula E Team             | 31     | + 4,163    | 07    | 1:20,163         |
| 05   | Jaime Alguersuari      | Virgin Racing Formula E Team      | 31     | + 4,698    | 05    | 1:20,072         |
| 06   | Bruno Senna            | Mahindra Racing Formula E Team    | 31     | + 5,197    | 20    | 1:19,365         |
| 07   | Nicolas Prost          | Team e.dams Renault               | 31     | + 6,514    | 03    | 1:19,270         |
| 08   | Jérôme D’Ambrosio      | Dragon Racing Formula E Team      | 31     | + 7,567    | 17    | 1:20,094         |
| 09   | Oriol Servià           | Dragon Racing Formula E Team      | 31     | + 8,646    | 11    | 1:20,509         |
| 10   | Nick Heidfeld          | Venturi Formula E Team            | 31     | + 10,563   | 08    | 1:19,963         |
| 11   | Antonio García         | China Racing Formula E Team       | 31     | + 10,594   | 14    | 1:21,634         |
| 12   | Michela Cerruti        | Trulli Formula E Team             | 31     | + 19,617   | 16    | 1:21,684         |
| 13   | Karun Chandhok         | Mahindra Racing Formula E Team    | 31     | + 54,175   | 10    | 1:18,847         |
| 14   | Jean-Éric Vergne       | Andretti Autosport Formula E Team | 29     | DNF        | 01    | 1:19,077         |
| 15   | Daniel Abt             | Audi Sport ABT Formula E Team     | 28     | + 3 Runden | 09    | 1:18,451         |
| 16   | Salvador Durán         | Amlin Aguri                       | 27     | + 4 Runden | 16    | 1:21,003         |
| —    | Matthew Brabham        | Andretti Autosport Formula E Team | 26     | DNF        | 19    | 1:19,791         |
| —    | Stéphane Sarrazin      | Venturi Formula E Team            | 15     | DNF        | 13    | 1:19,769         |
| —    | António Félix da Costa | Amlin Aguri                       | 6      | DNF        | 12    | 1:21,505         |
| —    | Sam Bird               | Virgin Racing Formula E Team      | 3      | DNF        | 18    | 1:21,493         |

Quelle: 

## Meisterschaftsstände nach dem Rennen
Die ersten zehn des Rennens bekamen 25, 18, 15, 12, 10, 8, 6, 4, 2 bzw. 1 Punkt(e). Zusätzlich gab es drei Punkte für die Pole-Position und zwei Punkte für die schnellste Rennrunde.

### Fahrerwertung
| Pos. | Fahrer            | Team                              | Punkte |
| ---- | ----------------- | --------------------------------- | ------ |
| 01   | Lucas di Grassi   | Audi Sport ABT Formula E Team     | 58     |
| 02   | Sébastien Buemi   | Team e.dams Renault               | 40     |
| 03   | Sam Bird          | Virgin Racing Formula E Team      | 40     |
| 04   | Nicolas Prost     | Team e.dams Renault               | 24     |
| 05   | Nelson Piquet jr. | China Racing Formula E Team       | 22     |
| 06   | Jérôme D’Ambrosio | Dragon Racing Formula E Team      | 22     |
| 07   | Franck Montagny   | Andretti Autosport Formula E Team | 18     |
| 08   | Karun Chandhok    | Mahindra Racing Formula E Team    | 18     |
| 09   | Jaime Alguersuari | Virgin Racing Formula E Team      | 14     |
| 10   | Oriol Servià      | Dragon Racing Formula E Team      | 14     |
| 11   | Jarno Trulli      | Trulli Formula E Team             | 12     |
| 12   | Charles Pic       | Andretti Autosport Formula E Team | 12     |
| 13   | Bruno Senna       | Mahindra Racing Formula E Team    | 8      |

| Pos. | Fahrer                 | Team                              | Punkte |
| ---- | ---------------------- | --------------------------------- | ------ |
| 14   | António Félix da Costa | Amlin Aguri                       | 4      |
| 15   | Daniel Abt             | Audi Sport ABT Formula E Team     | 4      |
| 16   | Jean-Éric Vergne       | Andretti Autosport Formula E Team | 3      |
| 17   | Stéphane Sarrazin      | Venturi Formula E Team            | 2      |
| 18   | Takuma Satō            | Amlin Aguri                       | 2      |
| 19   | Nick Heidfeld          | Venturi Formula E Team            | 1      |
| 20   | Ho-Pin Tung            | China Racing Formula E Team       | 0      |
| 21   | Antonio García         | China Racing Formula E Team       | 0      |
| 22   | Michela Cerruti        | Trulli Formula E Team             | 0      |
| 23   | Matthew Brabham        | Andretti Autosport Formula E Team | 0      |
| 24   | Katherine Legge        | Amlin Aguri                       | 0      |
| 25   | Salvador Durán         | Amlin Aguri                       | 0      |

### Teamwertung
| Pos. | Team                              | Punkte |
| ---- | --------------------------------- | ------ |
| 01   | Team e.dams Renault               | 64     |
| 02   | Audi Sport ABT Formula E Team     | 62     |
| 03   | Virgin Racing Formula E Team      | 54     |
| 04   | Dragon Racing Formula E Team      | 36     |
| 05   | Andretti Autosport Formula E Team | 33     |

| Pos. | Team                           | Punkte |
| ---- | ------------------------------ | ------ |
| 06   | Mahindra Racing Formula E Team | 26     |
| 07   | China Racing Formula E Team    | 22     |
| 08   | Trulli Formula E Team          | 12     |
| 09   | Amlin Aguri                    | 6      |
| 10   | Venturi Formula E Team         | 3      |